# Marquette megye (Michigan)
Marquette megye az Amerikai Egyesült Államokban, azon belül Michigan államban található. Megyeszékhelye és legnagyobb városa Marquette. Lakosainak száma 66 017 fő (2020. április 1.). Marquette megye Dickinson, Menominee, Alger, Delta, Iron, Baraga és Keweenaw megyékkel határos.

## Népesség
A megye népességének változása:
| Lakosok száma | 67 098 | 67 470 | 67 758 | 67 700 | 67 215 | 66 017 |
|               | 2010   | 2011   | 2012   | 2013   | 2015   | 2020   |